# Psautier de Charles le Chauve
Le Psautier de Charles le Chauve (Psalterium Caroli Calvi en latin) est un psautier copié par l'enlumineur Liuthard à l'école du palais de Charles le Chauve, avant 869. Il présente notamment un exemple rare de reliure originale en orfèvrerie et en ivoire. Il est conservé à la Bibliothèque nationale de France (Manuscrits, Latin 1152).

## Historique
Le destinataire du manuscrit est représenté en trône, au folio 3 : il s'agit de Charles le Chauve, petit-fils de Charlemagne. Son nom est à nouveau évoqué à la fin du psaume C puis à la fin des litanies. Il y est en effet invoqué en compagnie de sa première femme Ermentrude d'Orléans (f.172). Le manuscrit est donc daté entre l'année du mariage, 842 et l'année de la mort d'Ermentrude en 869 et sans doute plus proche de cette dernière date.
Le copiste a signé à la fin du manuscrit au folio 172v : « Hic calamus facto Liuthardi fine quievit ». Liuthard est en effet responsable de la copie de plusieurs manuscrits à cette même époque réalisés pour le même souverain : le Codex Aureus de Saint-Emmeran en 870, ou des évangiles aujourd'hui conservée à Darmstadt (Landesbibliothek, 746). Liuthard pourrait être l'auteur de la copie en lettre d'or, des décorations du texte ainsi que des miniatures, selon Rosamond McKitterick. Ce scriptorium royal, dont la localisation précise n'est pas connue, ne devait pas accueillir un grand nombre d'artistes car les décorations des manuscrits font preuve d'une grande homogénéité.
Le manuscrit est probablement donné par le souverain à la cathédrale Saint-Étienne de Metz après son couronnement sur place en tant que roi de Lotharingie en 869. Il est conservé dans le trésor de la cathédrale jusqu'au XVIIe siècle. D'après une note du bibliothécaire Étienne Baluze, il est donné par les chanoines messins à Jean-Baptiste Colbert en 1674. L'ensemble de la collection de ce dernier est acquis par la bibliothèque du roi en 1732, ancêtre de l'actuelle Bibliothèque nationale de France.

## Description

### Texte
Le livre est destiné à la dévotion privée, contenant le psautier sous sa forme gallicane établie par saint Jérôme. Il contient les psaumes (f.4v-155) puis les cantiques (f.155v-166) et les litanies et diverses prières (f.167-172),.

### Décorations
L'ensemble du livre est écrit en lettre d'or : en onciale pour les psaumes, en minuscule caroline pour le reste du texte. Chaque incipit est écrit sur des bandes de couleur pourpre ainsi que les titres en capitale, et des lettrines ornées (dont 8 grandes) marquent le début de chaque chapitre,.
Le manuscrit contient par ailleurs trois miniatures, chacune accompagnée d'une légende dorée sur fond pourpre :
- David et ses musiciens (f.1v) : ils jouent du psaltérion, des cymbales, de la cithare et des cordes, avec la légende : « Quattuor hic socii comitantur in ordine David »
- Portrait de Charles le Chauve, assis sur un trône, tenant le globe et le sceptre et surmonté de la main de Dieu, avec la légende : « Cum sedeat Karolus magno coronatus honore / Est Josiae similis parque Theodosio ».
- Portrait de saint Jérôme (f.4r), traducteur des psaumes

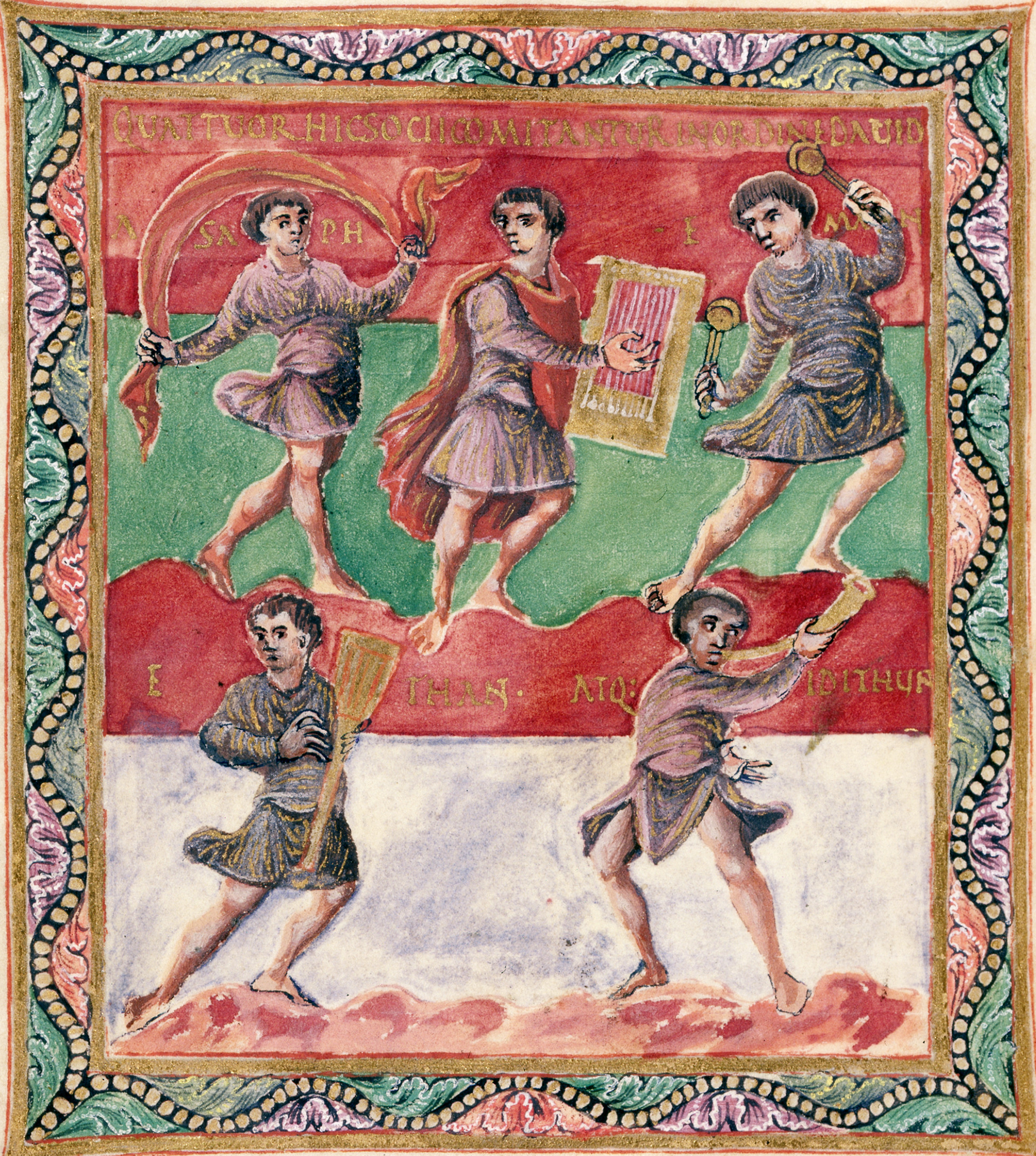
David et ses musiciens (folio 1v)
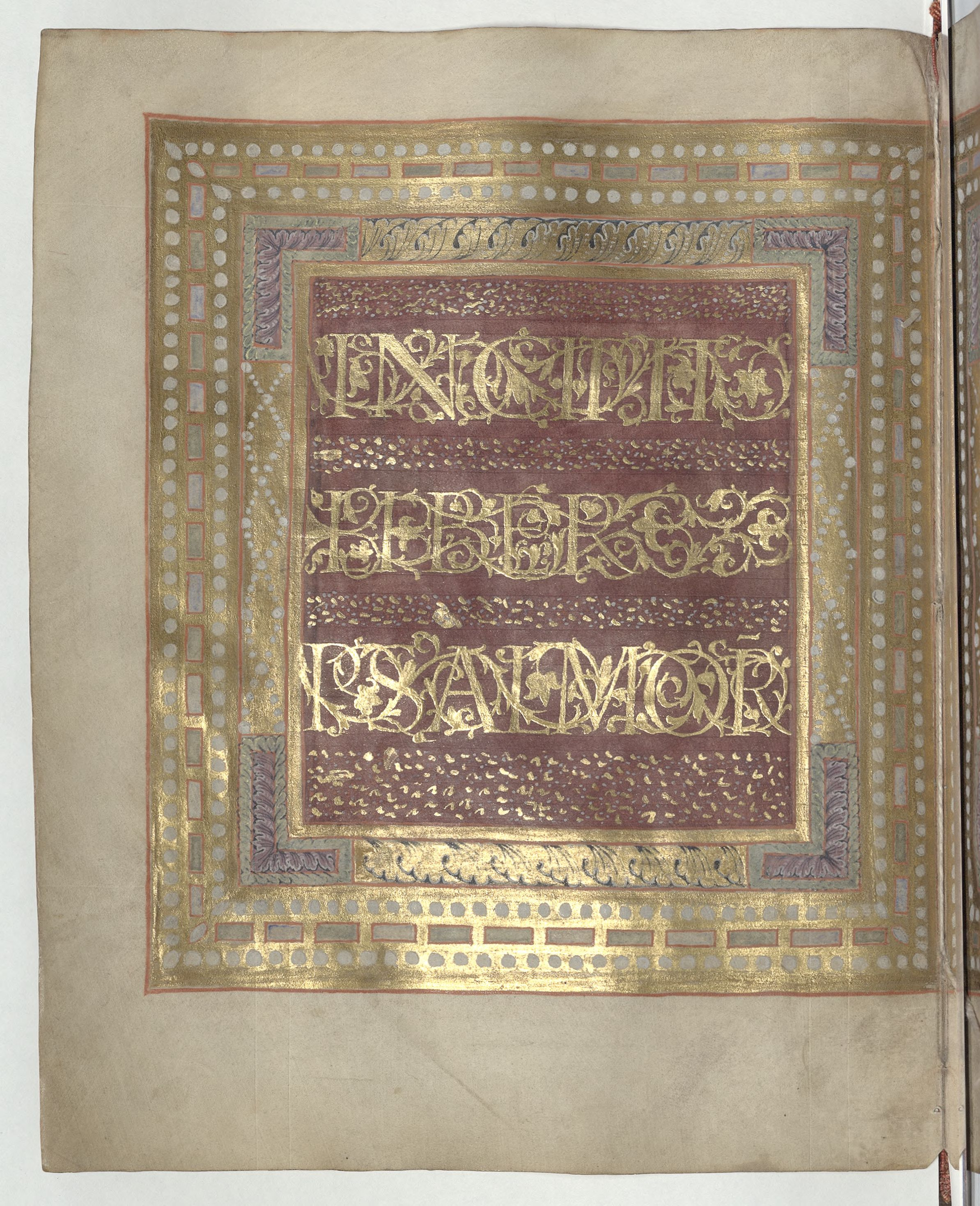
Incipit Liber Psalmor. (folio 4v)
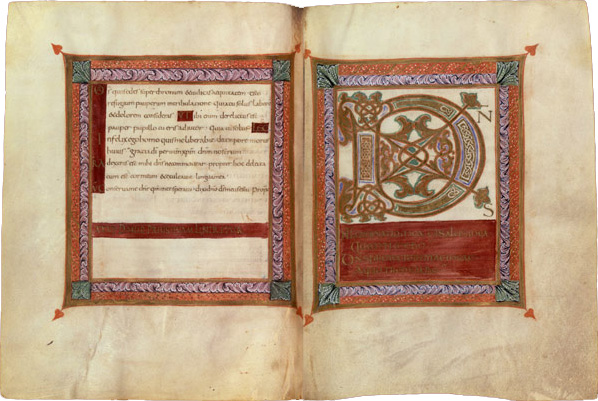
Encadrement et lettre ornée (folio 26v-27)

### Reliure
L'ouvrage est l'un des rares manuscrits carolingiens à avoir conservé intacte sa reliure d'origine. Elle est constituée de deux plats d'argent dorés sur des planches de chêne, décorés de pierres, de perles et de pâtes de verre, encadrant deux plaques d'ivoire. Ces deux plaques sont représentatives du « style Liuthard », du nom du copiste du manuscrit et leurs motifs sont inspirées des illustrations du psautier d'Utrecht qui remonte aux années 845-855.
Le plat supérieur illustre le texte du psaume 57 (56) (5-7) : « Mon âme est parmi des lions ; je suis couché au milieu de gens qui vomissent la flamme, au milieu d’hommes qui ont pour dents la lance et les flèches, et dont la langue est un glaive tranchant. [...] Ils avaient tendu un filet sous mes pas : mon âme se courbait ; ils avaient creusé une fosse devant moi : Ils y sont tombés. ». L'âme de David est représentée assise sur les genoux d'un ange.
Le plat inférieur représente la scène de Nathan reprochant à David et Bethsabée la mort d'Urie, avec la parabole de l'homme riche et de l'homme pauvre et sa brebis employée par le prophète dans sa prophétie,.
La reliure a fait l'objet d'une restauration complète en 2019 et d'une nouvelle numérisation.